# William Forbes Skene

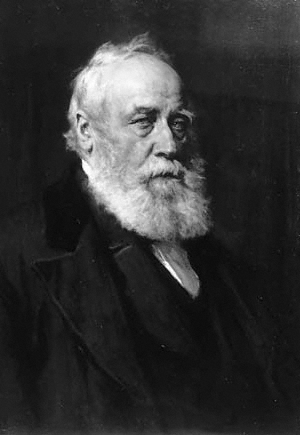
Porträt von William Forbes Skene, gemalt von George Reid, ca. 1888

William Forbes Skene (* 7. Juni 1809 in Inverey, Mar Lodge Estate, Aberdeenshire; † 29. August 1892 in Edinburgh) war ein  schottischer Jurist, Historiker und Antiquar.

## Leben
William Forbes Skene war der zweite Sohn von Sir Walter Scotts Freund James Skene (1775–1864) aus Rubislaw bei Aberdeen und dessen Gattin Jane Forbes, Tochter des schottischen Bankiers Sir William Forbes, 6. Baronet von Pitsligo. Er besuchte die High School in Edinburgh, reiste zu seiner weiteren Ausbildung nach Deutschland und studierte die Rechte an der University of St Andrews. Ein besonderes Interesse fasste er für keltische Philologie und Literatur. 1832 wurde er Writer to the Signet und erhielt bald danach eine offizielle Anstellung in der Rechnungsabteilung des Court of Session, die er bis 1865 innehatte.
Skene widmete sich neben seiner juristischen Laufbahn der Erforschung der Geschichte und älterer Literaturdenkmäler Schottlands. Früchte dieser Studien waren The Highlanders of Scotland, their origin, history and antiquities (2 Bände, 1837), The coronation stone of Scone (Edinburgh 1869) und sein Hauptwerk Celtic Scotland, a history of ancient Alban (3 Bände, Edinburgh 1876–80). Auch hat er verschiedene Sprachdenkmäler der alten Gälen (u. a. The four ancient books of Wales, containing the Cymric poems of the 6th century, 2 Bände, Edinburgh 1868) herausgegeben. Ferner besorgte er Editionen von John Forduns Chronica gentis Scotorum (Edinburgh, 1871–72), den Chronicles of the Picts and Scots (Edinburgh 1867) und Adomnans Vita S. Columbae (Edinburgh 1874). Skene war längere Zeit Vizepräsident der Royal Society und der Society of Antiquaries in Edinburgh. 1879 wurde er zum Doktor des Zivilrechts der University of Oxford und 1881 zum königlichen Historiographen für Schottland ernannt. Er starb am 29. August 1892 im Alter von 83 Jahren in Edinburgh.